# Бежка (река)
Бежка — река в России, протекает по Тульской области. Правый приток реки Упа.

## География
Начинается на востоке Ленинского района, севернее деревни Колодезной, и впадает в Упу на окраине Новотульского посёлка. Протекает через населённые пункты: Оленино, Перевал, Демидовка, Новоселки, Бежка. Устье реки находится в 223 км от устья Упы. Длина реки составляет 25 км, площадь водосборного бассейна — 95 км².

## Данные водного реестра
По данным государственного водного реестра России относится к Окскому бассейновому округу, водохозяйственный участок реки — Упа от истока и до устья, речной подбассейн реки — Бассейны притоков Оки до впадения Мокши. Речной бассейн реки — Ока.
Код объекта в государственном водном реестре — 09010100312110000019137.